# Nazionale maschile di calcio di Singapore
La nazionale di calcio di Singapore è la rappresentativa calcistica di Singapore, posta sotto l'egida della Football Association of Singapore (FAS) ed affiliata all'AFC.
I più significativi successi ottenuti dalla squadra sono le vittorie della Tiger Cup (poi diventata AFF Cup) nel 1998, nel 2004, nel 2007 e nel 2012, sintomo di una netta crescita calcistica del paese del sud-est asiatico. Questi successi rendono Singapore la seconda nazionale più titolata del Sud-est asiatico, dopo la Thailandia.
Nella classifica mondiale della FIFA, istituita nell'agosto 1993, Singapore ha ottenuto quale miglior piazzamento il 73º posto al momento dell'istituzione della graduatoria, mentre il peggiore piazzamento è il 173º posto dell'ottobre 2017. Occupa il 159º posto della classifica.
Le rivalità principali sono con Malaysia e Indonesia.

## Storia

### 1892-1994
Nel 1892 la Federazione calcistica di Singapore (FAS) divenne una società registrata. Nel 1921 fu lanciata la HMS Malaya Cup (nota poi come Malaysia Cup) da ufficiali dell'esercito britannico in Malesia e Singapore fu una delle nazioni invitate a prendere parte all'edizione inaugurale del torneo, vinto proprio da una rappresentativa federale di Singapore. Alla Malaysia Cup e alla Malaysian League partecipò dunque una selezione che non era ufficialmente la nazionale di singapore, dal momento che includeva anche calciatori stranieri, ma molti tifosi singaporiani videro la rappresentativa federale scesa in campo nella Malaysia Cup come la prima nazionale del paese. L'exploit della squadra nelle competizioni malesi contribuì a far crescere l'entusiasmo per il calcio nel paese. Negli anni seguenti la squadra vinse o si classificò seconda nel torneo ogni anno fino al 1941. L'evento fu poi sospeso con lo scoppio della seconda guerra mondiale.
Singapore vinse 24 titoli di Malaysia Cup e 2 di Malaysian League. Dopo la vittoria del double Malaysia Cup e Malaysia League nel 1994, la Football Association of Singapore (FAS) si ritirò dalle competizioni malesi a seguito di una disputa con la Federazione calcistica della Malaysia sui biglietti venduti. Singapore lanciò dunque un proprio campionato nazionale, la S.League, nel 1996, e iniziò a concentrarsi maggiormente sulle partite internazionali della propria nazionale.

### 1995-1999
Singapore ottenne il terzo posto ai Giochi del Sud-est asiatico del 1995, dopo aver perso per 0-1 in semifinale contro i futuri vincitori della Thailandia. Ospitò poi la Tiger Cup 1996, dove fu eliminato nella fase a gironi.
la nazionale di Singapore raggiunse nuovamente la semifinale dei Giochi del Sud-est asiatico nel 1997, dove perse contro l'Indonesia per 2-1 e contro il Vietnam per 1-0 nella finale per il terzo posto, piazzandosi quarto.
Nella Tiger Cup 1998, guidato dal commissario tecnico inglese Barry Whitbread, Singapore vinse il girone di prima fase con due successi contro Malaysia e Filippine. In semifinale sconfisse l'Indonesia e in finale per 1-0 il Vietnam padrone di casa, ottenendo il primo titolo internazionale.

### 2000-2002
Jan B. Poulsen, nello staff della Danimarca al mondiale di Francia 1998, fu nominato direttore tecnico della nazionale di Singapore nel 1999. I deludenti risultati alla Tiger Cup 2000 provocarono l'esonero del CT Vincent Subramaniam, che fu sostituito da Poulsen nel dicembre 2000. Singapore ospitò la Tiger Cup 2002, ma perse per 4-0 contro i rivali della Malaysia all'esordio. Prima della partita il giornale locale The New Paper aveva incoraggiato i tifosi a presentarsi in massa allo stadio. Dopo la partita i calciatori attribuirono la disfatta al pubblico, presente a loro dire in numero troppo elevato. Singapore vinse per 2-1 contro il Laos, ma un pareggio per 1-1 nel successivo incontro con la Thailandia non fu sufficiente per superare il turno. Poulsen fu così esonerato dopo il torneo.

### 2003-2004
Nel luglio Radojko Avramović raccolse le redini di una nazionale in crisi, che iniziò la Tiger Cup 2004 come una delle squadre sfavorite. Al pareggio per 1-1 contro il Vietnam padrone di casa ne seguì un altro contro l'Indonesia, poi le vittorie contro Cambogia e Laos valsero ai singaporiani la qualificazione alla doppia semifinale contro Birmania. All'andata, in trasferta, Singapore vinse per 3-4, poi al ritorno i tempi regolamentari si chiusero sull'1-2 per Myanmar, in una partita in cui tre calciatori birmani furono espulsi e il portiere di riserva birmano lanciò una bottiglia d'acqua all'indirizzo del difensore avversario S. Subramani. Singapore vinse poi per 4-2 dopo i tempi supplementari, chiudendo sul risultato complessivo di 8-5 la doppia semifinale. In finale i singaporiani si imposero per 1-3 a Giacarta contro l'Indonesia, per poi vincere anche al ritorno per 2-1 di fronte a 55.000 spettatori accorsi allo Stadio Nazionale.

### Qualificazioni alla Coppa d'Asia 2007
Nel 2006 Avramovic guidò Singapore nelle qualificazioni alla Coppa d'Asia 2007, in cui la squadra conseguì una vittoria per 2-0 in casa contro l'Iraq nel febbraio 2006, ma pesarono le successive sconfitte in casa della Palestina e della Cina (a Tianjin a causa di un calcio di rigore assegnato nei minuti di recupero del secondo tempo). Dopo lo 0-0 in casa contro la Cina, Singapore perse per 2-4 al Sheikh Khalifa International Stadium di Al-Ain contro l'Iraq e disse addio alle speranze di qualificazione. Il girone terminò con una vittoria interna per 3-0 contro la Palestina, ma fu chiuso al terzo posto.

### AFF Championship 2007
Singapore ospitò poi la fase a gironi del campionato dell'ASEAN del 2007. Dopo lo 0-0 contro il Vietnam, il 15 gennaio 2007 sconfisse per 11-0 il Laos, mettendo a referto la propria vittoria più larga di ogni epoca. Nell'ultima partita del girone eliminò l'Indonesia imponendole un pareggio per 2-2. In semifinale, contro la Malaysia, pareggiò per 1-1 all'andata a Shah Alam, poi al ritorno vinse per 5-4 ai tiri di rigore allo Stadio Nazionale di Singapore, dopo un altro pareggio per 1-1. Il portiere singaporiano Lionel Lewis parò l'ultimo tiro del malese Mohd Khyril Muhymeen Zambri, consentendo ai suoi di giungere in finale contro la Thailandia. Dopo aver vinto per 2-1 in casa all'andata, a Singapore bastò il pareggio per 1-1 a Bangkok grazie ad un gol nei minuti finali di Khairul Amri per vincere il campionato dell'ASEAN.

### AFF Cup 2008
Alla AFF Cup 2008, co-ospitata con Indonesia e Thailandia, Singapore fu inserito nel girone A con Indonesia, Myanmar e Cambogia. Vinto il girone, approdò alla semifinale contro il Vietnam, ma fu sconfitto per 0-1 tra andata e ritorno.

### Qualificazioni al mondiale 2010
Al primo turno delle qualificazioni AFC al campionato del mondo 2010 Singapore eliminò la Palestina, vincendo per 0-4 l'andata a Doha e per 3-0 a tavolino in casa, dopo che gli avversari disertarono la trasferta e furono puniti dalla FIFA. Al secondo turno ebbero la meglio sul Tagikistan, battendolo per 2-0 in casa e pareggiando per 1-1 in trasferta.
Approdati per la prima volta al terzo turno delle qualificazioni AFC al mondiale, i singaporiani se la videro con Arabia Saudita, Libano e Uzbekistan. Persa la prima sfida in casa dei sauditi, vinsero per 2-0 in casa contro i libanesi. Le successive sconfitte contro gli uzbeki, per 3-7 in casa e per 3-0 a tavolino in trasferta (la partita era finita 1-0 per gli uzbeki, ma i singaporiani furono puniti per aver schierato Qiu Li), lasciarono Singapore con poche speranze di qualificazione. L'eliminazione aritmetica giunse dopo la sconfitta casalinga per 0-2 contro i sauditi. Nel girone la squadra chiuse al terzo posto con sei punti, dopo aver battuto per 1-2 il Libano a Beirut.

### Qualificazioni alla Coppa d'Asia 2011
Non andarono meglio le qualificazioni alla Coppa d'Asia 2011, che videro Singapore impegnato nel girone E con Iran, Thailandia e Giordania. Battuti per 0-6 in casa dell'Iran, sconfissero per 2-1 in casa la Giordania. Nel novembre 2009 Singapore ospitò la Thailandia allo Stadio Nazionale e perse per 1-3, ma vinse al ritorno per 0-1 qualche giorno dopo, ottenendo il primo successo in casa dei thailandesi in 48 anni. Persa per 1-3 la gara interna contro gli iraniani, furono sconfitti per 2-1 anche dai giordani, concludendo il girone con l'eliminazione.

### AFF Suzuki Cup 2010
Nell'AFF Cup 2010 Singapore ottenne un pari (1-1 contro le Filippine) e una vittoria (2-1 contro Myanmar) e rimediò una sconfitta (0-1 contro il Vietnam), subendo l'eliminazione ad Hanoi.

### 2011-2012
Nel gennaio 2011 la FAS decise di sciogliere temporaneamente la nazionale, che tornò in campo sei mesi dopo, nel maggio 2011, quando Raddy Avramovic annunciò la rosa provvisoria di 33 elementi convocati per le prime sfide di qualificazione al campionato del mondo 2014. Il 7 giugno Singapore batté in amichevole le Maldive per 4-0 allo Stadio Jalan Besar, poi batté per 2-0 l'Etoile FC (squadra della S.League) sempre al Jalan Besar con gol di Aleksandar Đurić e Qiu Li. Meno di una settimana dopo vinse per 3-2 contro Taiwan con gol di Aleksandar Đurić, Shi Jiayi e Fazrul Nawaz.
In preparazione al terzo turno delle qualificazioni AFC al mondiale, i leoni giocarono contro un'amichevole contro la Thailandia pareggiando per 0-0, prima della sfida contro la Cina. Poi Singapore partecipò alla decima edizione della Coppa del Sultano di Selangor, in cui batté per 1-0 la selezione di Selangor e vinse il trofeo per la sesta volta. Poi fu sconfitto per 0-2 dalle Filippine in amichevole. Qualche mese dopo Avramovic annunciò i 27 convocati che avrebbero preso parte alle sfide di qualificazione al campionato del mondo 2014, formando una rosa composta da molti calciatori del LionsXII.

### Qualificazioni al mondiale 2014
Essendosi qualificato al terzo turno delle eliminatorie AFC al mondiale del 2010, Singapore fu ammesso direttamente al secondo turno delle qualificazioni AFC al mondiale di Brasile 2014. Contro la Malaysia vinse per 5-3 all'andata (gol di Aleksandar Đurić, Qiu Li, Mustafic Fahrudin e Shi Jiayi) e al ritorno pareggiò per 1-1 al Bukit Jalil National Stadium di Kuala Lumpur il 28 luglio 2011, con gol di Shi Jiayi, accedendo così al terzo turno.
Inserito nel girone A con Giordania, Iraq e Cina, Singapore iniziò il terzo turno con una sconfitta esterna per 2-1 a Kunming contro la Cina, poi fu battuto per 0-2 dall'Iraq. Allo stadio Jalan Besar, l'11 ottobre 2011, Singapore perse per 0-3 contro la Giordania, da cui fu sconfitto anche ad Amman per 2-0, dovendo così rinunciare alle speranze di qualificazione. Gli impegni si chiusero con una sconfitta interna per 0-4 contro la Cina, la quinta sconfitta consecutiva per i singaporiani. Il girone si concluse con l'ennesima sconfitta, un 7-1 contro l'Iraq a Doha, in Qatar. Per Singapore il bilancio fu di 6 sconfitte in 6 partite.

### AFF Cup 2012
Singapore iniziò l'AFF Cup 2012 con una vittoria per 3-0 contro la Malaysia, poi perse di misura contro l'Indonesia e batté per 4-3 il Laos. Il primo posto nel girone valse la qualificazione alla semifinale contro le Filippine, che Singapore batté per 1-0 in casa (gol di Khairul Amri) prima di pareggiare per 0-0 in trasferta, accedendo così alla doppia finale contro i thailandesi. La gara di andata dell'atto conclusivo del torneo si concluse con il risultato di 3-1 per i padroni di casa di Singapore, che, pur perdendo per 1-0 fuori casa la gara di ritorno, riuscirono a sollevare il trofeo per la quarta volta. Alla fine del torneo il CT Raddy Avramovic lasciò il proprio incarico.

### Qualificazioni alla Coppa d'Asia 2015
Le qualificazioni alla Coppa d'Asia 2015 videro Singapore gareggiare nel gruppo A con Oman, Giordania e Siria. Le sconfitte furono ben cinque, mentre una sola fu la vittoria (2-1 in casa contro la Siria), risultati che causarono l'ultimo posto nel girone.

### 2013-2014
Il 15 maggio 2013 la federcalcio singaporiana annunciò l'ingaggio del tedesco Bernd Stange nelle vesti di CT.
Per le amichevoli dei primi di giugno del 2013 contro Myanmar e Laos il tecnico puntò su una rosa piena di giovani esordienti, come il 17enne Adam Swandi, i centrocampisti Gabriel Quak e Faris Ramli e Hafiz Nor oltre ad un veterano, l'attaccante Indra Sahdan, rientrato in nazionale per l'occasione e capitano nella partita d'esordio del CT tedesco, vinta per 2-0 contro Myanmar. Lo stesso Sahdan andò poi a segno nella seconda amichevole in pochi giorni, vinta per 5-2 contro il Laos I due successi consentirono a Singapore di salire al 156º posto del ranking FIFA del luglio 2013.
Il primo successo di Stange in partite ufficiali è la già citata vittoria del 15 ottobre 2013 contro la Siria, nelle eliminatorie della Coppa d'Asia 2015. L'obiettivo del un nuovo CT, che adottò uno stile di gioco veloce con tocchi di prima, era la conferma del titolo vinto nel 2012.

### Campionato dell'ASEAN 2014
Singapore si presentò ai nastri di partenza dell'AFF Cup 2014 da campione in carica, alla ricerca della conferma nel torneo organizzato in patria. Alla sconfitta contro la Thailandia (1-2) fecero seguito la vittoriea per 4-2 contro Myanmar e la sconfitta per 1-3 contro la Malaysia. Il terzo posto nel girone non consentì alla squadra di superare la fase a gruppi, facendone la prima squadra campione in carica nel torneo a essere eliminata al primo turno.

### Qualificazioni al mondiale 2018
La campagna di qualificazione al campionato del mondo 2018 vide i singaporiani impegnati nel girone con Cambogia, Giappone, Siria e Afghanistan. Malgrado un buon pareggio senza reti ottenuto in casa dei giapponesi, i singaporiani non riuscirono a superare il turno, venendo sconfitti in casa dai nipponici e per due volte dai siriani e piazzandosi terzi con 10 punti in 8 partite.

### 2016
Scaduto il contratto con Bernd Stange nell'aprile 2016, la panchina fu affidata a Varadaraju Sundramoorthy, che nel giugno seguente guidò la nazionale nella AYA Bank Cup 2016, dove i singaporiani sconfissero la Birmania, nazionale del paese ospitane, e raggiunsero la finale contro il Vietnam, da cui furono sconfitti per 3-0 dopo i tempi supplementari. Qualche mese dopo Singapore e Malaysia si affrontarono nel Causeway Challenge; i singaporiani, pur dominando la partita, pareggiarono per 0-0.
Nel corso dell'anno Sundramoorthy convocò calciatori che non avevano ancora esordito in nazionale o avevano scarsa esperienza con Singapore: Syazwan Buhari, Khairulhin Khalid, Irfan Fandi, Abdil Qaiyyim, Shawal Anuar, Azhar Sairudin e Amy Recha. In vista dell'AFF Cup 2016 il CT convocò Hami Syahin e Ridhuan Muhammad e richiamò in rosa vari giocatori: Daniel Bennett, Mustafic Fahrudin, Zulfadli Zainal e Hafiz Nor. Furono date opportunità anche a Shahfiq Ghani e Shahdan Sulaiman, reduci da lunghi periodi di assenza per infortuni.

### AFF Cup 2016
Inserito in un girone difficile con Thailandia, Indonesia e Filippine, nell'AFF Cup 2016 Singapore pareggiò a reti inviolate con le Filippine, perse per 0-1 contro la Thailandia a causa di un gol subito nel finale di partita e nell'ultimo incontro perse per 1-2 contro l'Indonesia, subendo la rimonta indonesiana nei minuti finali di gara. Fu così eliminato al primo turno, essendosi piazzato ultimo nel raggruppamento.

### Terzo turno delle qualificazioni alla Coppa d'Asia 2019
Ammesso al terzo turno delle qualificazioni alla Coppa d'Asia 2019 in virtù del terzo posto nel girone di qualificazione al mondiale di Russia, Singapore fu inserito in un raggruppamento con Bahrein, Turkmenistan e Taiwan. n sei partite raccolse solo due pari, in casa del Bahrein all'esordio (0-0) e in casa contro il Turkmenistan (1-1), concludendo così il girone all'ultimo posto.
Il CT Sundramoorthy aveva introdotto nel 2016 la giornata della nazionale di calcio: i lunedì erano dedicati a un breve incontro e una sessione di tattica sul campo. Tra il 2016 e il 2017 furono convocati calciatori come Raihan Rahman e altri che non avevano ancora debuttato in nazionale, tra cui Ho Wai Loon e Muhaimin Suhaimi, anche per la prestigiosa amichevole contro l'Argentina del giugno 2017 allo stadio Nazionale di Singapore (0-6 per i sudamericani). La compagine singaporiana tenne un rendimento negativo, non vincendo neanche una partita nel 2017 e toccando il 173º posto del ranking FIFA, posizione più bassa mai occupata nella graduatoria nella storia della nazionale.

### Ricostruzione (2019-2021)
Il 30 maggio 2019 fu nominato CT il giapponese Tatsuma Yoshida, il cui primo banco di prova furono le qualificazioni al campionato del mondo 2022. La squadra singaporiana concluse al quarto posto il girone con Arabia Saudita, Yemen e Mandato di Palestina, venendo così eliminata, ma qualificandosi al terzo turno delle eliminatorie della Coppa d'Asia 2023.
Yoshida prolungò il contratto all'inizio del 2021 per concentrarsi sull'AFF Cup 2020, che era stato rinviato all'anno successivo a causa della pandemia di COVID-19. Successivamente Singapore fu scelta come sede del torneo. Iniziata la fase a gironi con tre vittorie consecutive contro Birmania (3-0), Filippine (2-1) e Timor Est (2-0), la squadra fu sconfitta (2-0) dalla Thailandia nell'ultima gara del raggruppamento, ma poté accedere alle semifinali, dove affrontò l'Indonesia. Dopo il pareggiò per 1-1 all'andata, nella gara di ritorno gli indonesiani vinsero per 4-2 dopo i tempi supplementari, con i singaporiani che chiusero in otto uomini a causa di tre espulsioni. Il 28 dicembre 2021, tre giorni dopo l'eliminazione, Yoshida si dimise per motivi familiari.

### Fase di declino (dal 2022)
Al posto di Yoshida fu nominato ad interim Nazri Nasri, sotto la cui guida la squadra prese parte alla FAS Tri-Nations Series 2022, nel marzo di quell'anno. Vincendo con Malaysia (2-1) e Filippine (2-0) allo stadio Nazionale di Singapore, la rappresentativa di casa si aggiudicò il torneo.
Il 25 aprile 2022 sulla panchina della nazionale si insediò il giapponese Takayuki Nishigaya. Nel girone del terzo turno delle qualificazioni della Coppa d'Asia AFC 2023 Singapore affrontò Tagikistan, Kirghizistan e Birmania, con partite giocate tutte allo stadio Dolen Omurzakov di Biškek. I singaporiani ottennero una vittoria (contro la Birmania) e subirono due sconfitte nelle altre due gare disputate, venendo così eliminati a causa del terzo posto in classifica.
La fase di declino della nazionale fu confermata nelle qualificazioni al campionato del mondo 2026, in cui, dopo aver eliminato Guam nel turno preliminare con due vittorie (2-1 in casa e 1-0 in trasferta), Singapore fu inserito in un complicato girone di secondo turno con Corea del Sud, Cina e Thailandia. In sei gare ottenne solo un pareggio (in casa contro la Cina) e subì cinque sconfitte, piazzandosi ultimo nel raggruppamento, con 5 gol segnati e ben 24 subiti, tra cui quelli nella partita persa in casa per 0-7 contro i sudcoreani alla penultima giornata (la più larga sconfitta patita allo stadio Nazionale dai leoni).

## Strutture

### Stadi
Dal 1932 al 1973 la nazionale singaporiana ha giocato le gare in casa allo stadio Jalan Besar. Dal 1973 disputa la maggior parte delle gare casalinghe allo stadio Nazionale.
Dal 2004 Singapore ha giocato le partite casalinghe in 7 diversi stadi.
| Stadi della nazionale singaporiana di calcio | Stadi della nazionale singaporiana di calcio | Stadi della nazionale singaporiana di calcio | Stadi della nazionale singaporiana di calcio | Stadi della nazionale singaporiana di calcio                                  |
| Immagine                                     | Stadio                                       | Capienza                                     | Città                                        | Partita più recente                                                           |
| -------------------------------------------- | -------------------------------------------- | -------------------------------------------- | -------------------------------------------- | ----------------------------------------------------------------------------- |
|                                              | Stadio Nazionale                             | 55 000                                       | Kallang                                      | vs Corea del Sud (6 giugno 2024; qualificazioni al campionato del mondo 2026) |
|                                              | Stadio Jalan Besar                           | 6 000                                        | Kallang                                      | vs Vietnam (30 dicembre 2022; AFF Cup 2022)                                   |
|                                              | Stadio Bishan                                | 6 254                                        | Bishan                                       | vs Taipei cinese (12 settembre 2023; amichevole)                              |
|                                              | Stadio Choa Chu Kang                         | 4 268                                        | Choa Chu Kang                                | vs India (16 ottobre 2012; amichevole)                                        |
|                                              | Stadio Jurong West                           | 4 600                                        | Jurong West                                  | vs Pakistan (19 novembre 2012; amichevole)                                    |
|                                              | Stadio Jurong East                           | 2 700                                        | Jurong East                                  | vs Brunei (6 giugno 2015; amichevole)                                         |
|                                              | Stadio Hougang                               | 3 800                                        | Hougang                                      | vs Hong Kong (9 settembre 2014; amichevole)                                   |
|                                              | Stadio Yishun                                | 3 400                                        | Yishun                                       | vs Cambogia (17 novembre 2014; amichevole)                                    |

## Commissari tecnici
- Lim Yong Liang (1936-1941)
- Rahim Sattar (1960-1963)[12][13][14]
- Harith Omar (1963-1965)[15][16]
- Choo Seng Quee (1964-1965)[17][18]
- Choo Seng Quee (1967)[19]
- Yap Boon Chuan (1968-1971)
- Choo Seng Quee (1971)
- Mick Walker (1972-1974)[20][21]
- Ibrahim Awang (1974-19??)[22]
- Choo Seng Quee (1976-1977)[23]
- Sebastian Yap (1977-1978)[24][25]
- Trevor Hartley (1978-1979)
- Jita Singh (1979-1984)[26]
- Hussein Aljunied (1984-1986)[27][28]
- Seak Poh Leong (1987-1988)[29][30][31]
- Jita Singh (1989)[32][33][34]
- Robin Chan (1990-1992)[35]
- Milouš Kvaček (1992)[36][37]
- Poravankara Narayanan Nair Sivaji[38] (1992-1993)[39]
- Ken Worden (1994)[40][41][42]
- Douglas Moore (1994-1995)[42][43][44]
- Barry Whitbread (1995-1998)[45][46]
- Vincent Subramaniam (1998-2000)[47]
- Jan B. Poulsen (2000-2003)[48][49]
- Radojko Avramović (2003-2012)[50]
- V. Sundramoorthy (2013)[51]
- Bernd Stange (2013-2016)[52]
- V. Sundramoorthy (2016-2018)[53]
- Fandi Ahmad (2018)
- Nazri Nasir (2019) ad interim
- Tatsuma Yoshida (2019-2021)
- Nazri Nasir (2022) ad interim
- Takayuki Nishigaya (2022-2024)
- Tsutomu Ogura (2024-)

## Risultati nel campionato mondiale
- Dal 1930 al 1974 - Non partecipante
- Dal 1978 al 2026 - Non qualificata

## Risultati in Coppa d'Asia
- 1956 - Non partecipante
- 1960 - Non qualificata
- 1964 - Non partecipante
- 1968 - Non qualificata
- 1972 - Non partecipante
- Dal 1976 al 1980 - Non qualificata
- 1984 - Eliminata al 1º turno
- 1988 - Non partecipante
- Dal 1992 al 2019 - Non qualificata

## Risultati nel Campionato dell'ASEAN
- 1996 - Eliminata al 1º turno
- 1998 - Campione
- 2000 - Eliminata al 1º turno
- 2002 - Eliminata al 1º turno
- 2004 - Campione
- 2007 - Campione
- 2008 - Semifinalista
- 2010 - Eliminata al 1º turno
- 2012 - Campione
- 2014 - Eliminata al 1º turno
- 2016 - Eliminata al 1º turno
- 2018 - Eliminata al 1º turno

## Rosa attuale
Lista dei convocati per le partite di qualificazione al campionato del mondo 2026 del 6 e 11 giugno 2024 contro Corea del Sud e Thailandia.
| N. | Pos. | Giocatore              | Data nascita (età) | Pres. | Reti | Squadra                      |
| -- | ---- | ---------------------- | ------------------ | ----- | ---- | ---------------------------- |
| 1  | P    | Syazwan Buhari         | 22 settembre 1992  | 2     | 0    | BG Tampines Rovers           |
| 12 | P    | Zharfan Rohaizad       | 21 febbraio 1997   | 0     | 0    | Lion City Sailors            |
| 18 | P    | Hassan Sunny           | 2 aprile 1984      | 115   | 0    | Albirex Niigata (S)          |
|    | P    | Hairul Syirhan         | 21 agosto 1995     | 0     | 0    | Geylang International        |
| 2  | D    | Raoul Suhaimi          | 18 settembre 2005  | 0     | 0    | Young Lions                  |
| 3  | D    | Ryhan Stewart          | 15 febbraio 2000   | 15    | 0    | BG Pathum United             |
| 4  | D    | Christopher van Huizen | 28 novembre 1992   | 20    | 1    | Lion City Sailors            |
| 5  | D    | Amirul Adli            | 13 gennaio 1996    | 27    | 0    | BG Tampines Rovers           |
| 6  | D    | Nur Adam Abdullah      | 13 aprile 2001     | 9     | 0    | Young Lions                  |
| 15 | D    | Lionel Tan             | 5 giugno 1997      | 12    | 3    | Lion City Sailors            |
| 20 | D    | Joshua Pereira         | 10 ottobre 1997    | 6     | 0    | Geylang International        |
| 21 | D    | Safuwan Baharudin      | 22 settembre 1991  | 113   | 13   | Selangor                     |
| 22 | D    | Jacob Mahler           | 10 aprile 2000     | 12    | 3    | Madura United                |
|    | D    | Irfan Fandi            | 13 agosto 1997     | 48    | 2    | BG Pathum United             |
|    | D    | Fairuz Fazli           | 20 gennaio 2005    | 0     | 0    | Young Lions                  |
|    | D    | Jordan Emaviwe         | 9 aprile 2001      | 0     | 0    | Balestier Khalsa             |
| 7  | C    | Farhan Zulkifli        | 10 novembre 2002   | 2     | 0    | Young Lions                  |
| 8  | C    | Shah Shahiran          | 14 novembre 1999   | 23    | 1    | BG Tampines Rovers           |
| 14 | C    | Hariss Harun           | 19 novembre 1990   | 131   | 12   | Lion City Sailors (capitano) |
| 16 | C    | Hami Syahin            | 16 dicembre 1998   | 23    | 0    | Lion City Sailors            |
| 17 | C    | Glenn Kweh             | 26 marzo 2000      | 13    | 0    | BG Tampines Rovers           |
| 23 | C    | Harhys Stewart         | 20 marzo 2001      | 4     | 0    | Chiangrai United             |
|    | C    | Song Ui-young          | 8 novembre 1993    | 25    | 4    | Lion City Sailors            |
| 9  | A    | Ikhsan Fandi           | 9 aprile 1999      | 38    | 18   | BG Pathum United             |
| 10 | A    | Faris Ramli            | 24 agosto 1992     | 81    | 13   | BG Tampines Rovers           |
| 11 | A    | Daniel Goh             | 13 agosto 1999     | 5     | 0    | Albirex Niigata (S)          |
| 13 | A    | Taufik Suparno         | 31 ottobre 1995    | 8     | 0    | BG Tampines Rovers           |
| 19 | A    | Ilhan Fandi            | 8 novembre 2002    | 15    | 2    | Deinze                       |

## Tutte le rose

### Coppa d'Asia
Coppa d'Asia 19841 Lee, 2 Lim, 3 Norhalis, 4 Latif, 5 Hazali, 6 Marzuki, 7 Tokijan, 9 Au-yeong, 10 Kannan, 11 Razali R., 12 Malek, 14 Ramu, 15 Pathmanathan, 16 Dali, 17 Tay, 18 Razali S., 22 Kumar, 23 Yakob, CT: Al-Junied